# Новая Болобовщина
Новая Болобовщина — деревня в Монастырщинском районе Смоленской области России. Входит в состав Александровского сельского поселения. Население — 1 житель (2007 год). 
Расположена в западной части области в 10 км к юго-западу от Монастырщины, в 47 км западнее автодороги А141 Орёл — Витебск, на берегу реки Вихра. В 49 км восточнее деревни расположена железнодорожная станция Починок на линии Смоленск — Рославль. 

## История
В годы Великой Отечественной войны деревня была оккупирована гитлеровскими войсками в июле 1941 года, освобождена в сентябре 1943 года.